# Großer Preis von Frankreich 2008
Der Große Preis von Frankreich 2008 (offiziell Formula 1 Grand Prix de France 2008) fand am 22. Juni auf dem Circuit de Nevers Magny-Cours in Magny-Cours statt und war das achte Rennen der Formel-1-Weltmeisterschaft 2008.

## Berichte

### Hintergrund
Nach dem Großen Preis von Kanada führte Robert Kubica in der Fahrerwertung mit vier Punkten vor Felipe Massa und Lewis Hamilton. In der Konstrukteurswertung führte Ferrari mit drei Punkten vor BMW Sauber und mit 20 Punkten vor McLaren-Mercedes.
Im Rahmen technischer Weiterentwicklungen überarbeiteten BMW Sauber, Ferrari, McLaren und Toyota alle ihre Frontflügel.
Im März 2007 gab die Fédération Française du Sport Automobile (FFSA) ihre Absicht bekannt, die Rennstrecke Magny-Cours für die Saison 2008 von der Formel-1-Weltmeisterschaft auszuschließen. Trotzdem fand das Rennen im Jahr 2008 statt, allerdings letztmals. Der Große Preis von Frankreich kehrte erst 2018 in den Kalender der Formel-1-Weltmeisterschaft zurück. Gefahren wurde von 2018 bis 2022 allerdings auf dem Circuit Paul Ricard in Le Castellet.
Mit Kimi Räikkönen, Fernando Alonso und David Coulthard (jeweils einmal) traten drei ehemalige Sieger zu diesem Grand Prix an.

### Training
Im ersten freien Training setzte sich Massa bei trockenem Wetter klar vor Hamilton, Heikki Kovalainen und Räikkönen an die Spitze. Alonso fiel wegen eines Motorschadens aus. Insgesamt wurde das Training von Reifenproblemen bei allen Fahren überschattet.
Im zweiten freien Training erzielte dann Alonso die Bestzeit vor den beiden Ferrari. In dieser Session kam es zwar zu keinen Unfällen, allerdings drehten sich viele Fahrer aufgrund der sehr trockenen Strecke in den Kurven. Vor allem die weichen Reifen sorgten hier nach kurzer Zeit für Probleme.
Im dritten freien Training sicherte sich Nelson Piquet jr. vor Mark Webber, Sebastian Vettel und Nico Rosberg Platz eins. Im Gegensatz zum Vortag kam es zu deutlicher weniger Zwischenfällen bei den Fahrern. Bis auf die Windrichtung kam es zu keinen Veränderungen der Wetterverhältnisse.

### Qualifying
Beim vorherigen Rennen in Kanada war Hamilton in der Boxengasse mit Räikkönen zusammengestoßen, als dieser vor der roten Ampel am Ende der Boxengasse bremste und anhielt. Williams-Fahrer Rosberg kollidierte daraufhin mit dem Heck von Hamilton. Hamilton und Rosberg erhielten jeweils zehn Startplatzstrafen für den Großen Preis von Frankreich, was bedeutete, dass sie unabhängig von ihrer Qualifikationsposition nicht besser als auf dem elften Platz starten konnten.
Das Qualifying bestand aus drei Teilen mit einer Nettolaufzeit von 45 Minuten. Im ersten Qualifying-Segment (Q1) hatten die Fahrer 18 Minuten Zeit, um sich für das Rennen zu qualifizieren. Die besten 15 Fahrer erreichten den nächsten Teil. Massa war Schnellster. Jeweils die beiden Force-India- und Honda-Piloten sowie Kazuki Nakajima schieden aus.
Der zweite Abschnitt (Q2) dauerte 15 Minuten. Die schnellsten zehn Piloten qualifizierten sich für den dritten Teil des Qualifyings. Massa war erneut Schnellster. Beide Toro Rosso-Piloten, Rosberg, Nick Heidfeld sowie Piquet jr. schieden aus.
Der letzte Abschnitt (Q3) ging über eine Zeit von zwölf Minuten, in denen die ersten zehn Startpositionen vergeben wurden. Räikkönen fuhr mit einer Rundenzeit von 1:16,449 Minuten die Bestzeit vor Massa und Hamilton und sicherte sich seine 16. Pole-Position und die zweite der Saison. Aufgrund der Strafe von Hamilton rückte Alonso auf den dritten Platz vor.

### Rennen
Die Bedingungen in der Startaufstellung waren vor dem Rennen trocken, obwohl der Himmel bewölkt war; Wettervorhersagen sagten Regen gegen Ende des Rennens voraus. Die meisten Fahrer aus der Spitzengruppe starteten das Rennen auf der härteren Reifenmischung. Der Regen, der früher am Morgen gefallen war, hatte einen Teil des Gummis auf der Strecke abgetragen, was bedeutete, dass das Graining, wenn sich kleine Gummikörner von einem Reifen lösen, wahrscheinlich ein Problem darstellte. Von den beiden Reifentypen würde der härtere damit besser zurechtkommen.

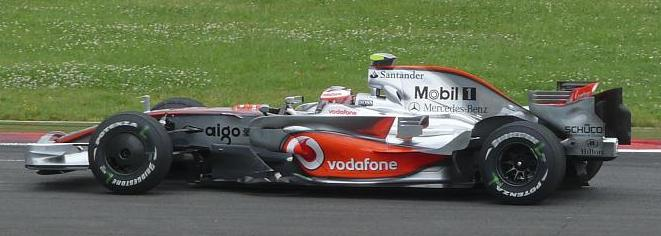
Heikki Kovalainen wurde Vierter

Räikkönen hatte einen guten Start und behielt seinen ersten Platz; Massa hinter ihm behauptete seinen zweiten Platz. Alonso, der als Dritter gestartet war, wurde sowohl von Jarno Trulli als auch von Kubica überholt, überholte Kubica jedoch am Ausgang der Haarnadelkurve erneut. Auch Timo Glock hatte einen guten Start und war Sechster, nachdem er Webber überholt hatte. Als Button in die erste Kurve ging, berührte er Sébastien Bourdais, was zu Schäden am Frontflügel des Honda führte. Hamilton, der als 13. startete, überholte mehrere Fahrer und rückte am Ende der ersten Runde auf den zehnten Platz vor. Am Ende der ersten Runde führte Räikkönen vor Massa, Trulli, Alonso, Kubica, Glock und Webber.

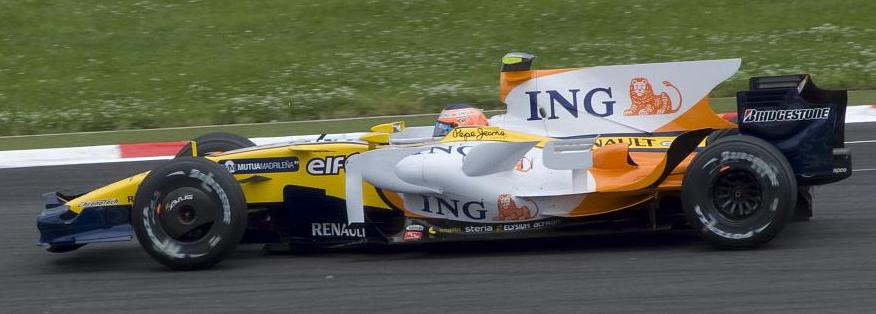
Nelson Piquet jr. fuhr erstmals in seiner Karriere in die Punkteränge

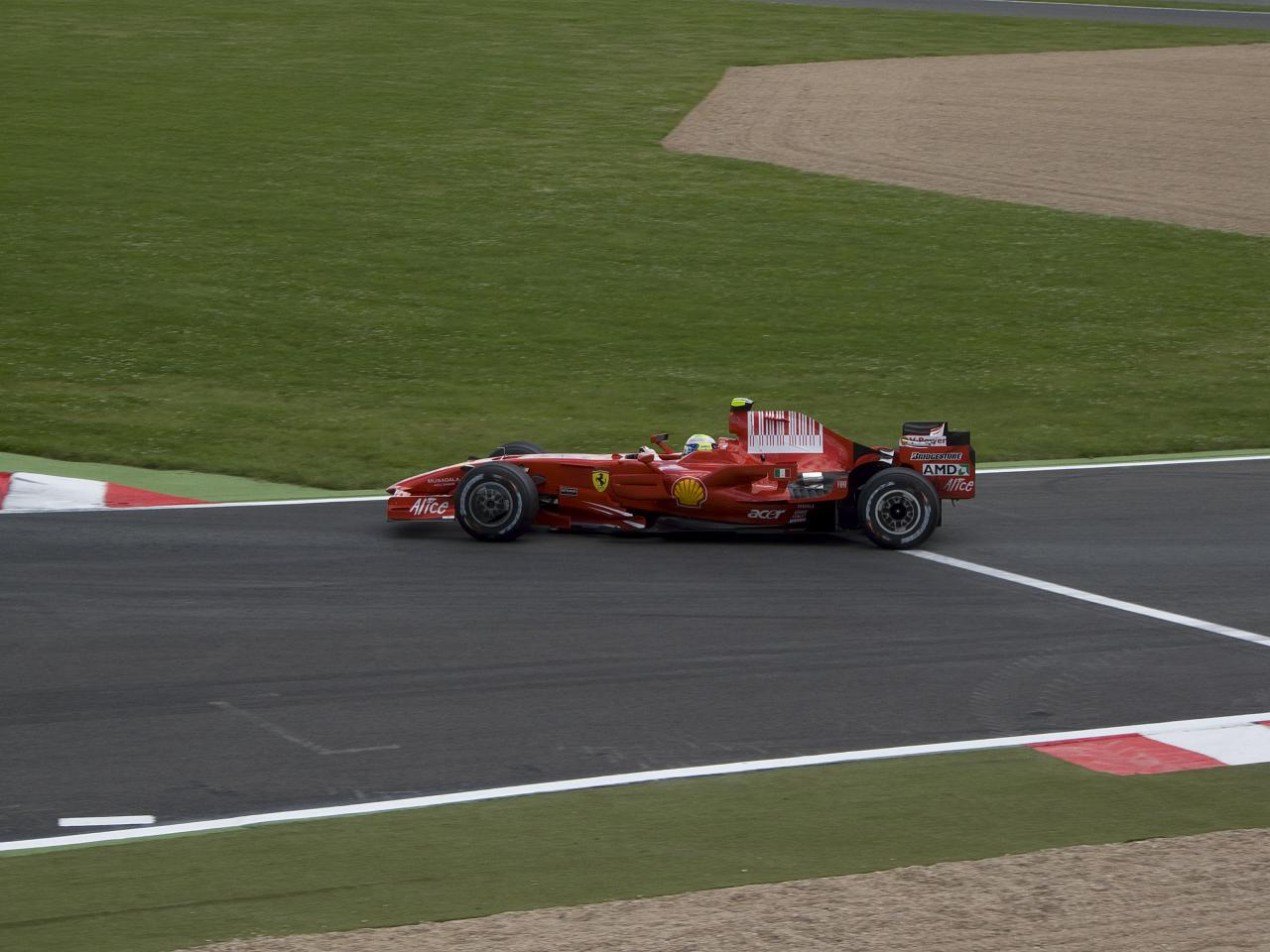
Rennsieger Felipe Massa

In Runde fünf überholte Hamilton Kovalainen und rückte auf den neunten Platz vor. In derselben Runde musste Button einen außerplanmäßigen Boxenstopp einlegen, da er sich bei seinem Zwischenfall in der ersten Kurve mit Bourdais einen Schaden zugezogen hatte. Dadurch fiel er ans Ende des Feldes. Am Ende der zehnten Runde lag Räikkönen mit 3,2 Sekunden Vorsprung vor Massa, Trulli mit weiteren 8,5 Sekunden Rückstand. In Runde 13 erhielt Hamilton eine Durchfahrtsstrafe, weil er in der ersten Runde in Kurve sieben abgebogen war und sich so einen Vorteil verschafft hatte. Er saß seine Strafe direkt ab und kam als 13. zurück auf die Strecke. In den nächsten Runden fuhren die Ferrari-Fahrer einen Vorsprung auf Trulli auf dem dritten Platz heraus, indem sie etwa eine Sekunde pro Runde schneller waren als der Toyota. Weiter hinten machte Alonso, der Vierter gewesen war, den ersten geplanten Boxenstopp und belegte den zwölften Platz. Button wurde von mehreren Fahrern überrundet, da sein Auto bei seinem Zwischenfall in der ersten Kurve mit Bourdais beschädigt worden war, und schied schließlich in Runde 17 aus.

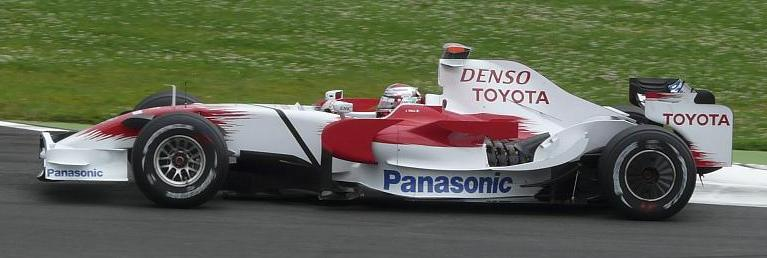
Jarno Trulli sicherte sich sein erstes Podium seit dem Großen Preis von Australien 2006

In Runde 20 kamen Trulli und Kubica an die Box. In den nächsten beiden Runden kamen sowohl Räikkönen als auch Massa an die Box. In Runde 30 hatte Räikkönen seinen Vorsprung auf 6,6 Sekunden vor Massa ausgebaut, während Trulli auf dem dritten Platz über eine halbe Minute hinter ihm lag. Ab Runde 36 warf ein gebrochener Auspuff Räikkönen hinter Massa zurückwarf.
In Runde 46 hatte Massa einen Vorsprung von zehn Sekunden vor seinem Teamkollegen. In derselben Runde kam Kubica vom vierten Platz aus an die Box und startete die nächste Runde Boxenstopps. Trulli kam in Runde 50 vom dritten Platz aus an die Box, zwei Runden später folgten Räikkönen und Kovalainen. Massa kam in Runde 54 an die Box und kam 13,4 Sekunden vor Räikkönen heraus. Trulli behielt seinen dritten Platz, aber Kovalainen, der durch die Boxenstopps mehrere Plätze gut machte und auf den vierten Platz vorrückte, kam hinter ihm näher heran. In Runde 55 begann es leicht zu regnen. Obwohl es in den nächsten Runden weiterhin leicht regnen würde, war es nie stark genug, um für die Fahrer ein Problem darzustellen. In Runde 58 lag Kovalainen direkt hinter Trulli. Einige Runden später löste sich der Auspuff, der zuvor an Räikkönens Auto gebrochen war, vollständig, doch Räikkönen fuhr mit ähnlichen Rundenzeiten weiter. Kovalainen versuchte unterdessen weiterhin, einen Weg an Trulli vorbei zu finden. Eine Runde vor dem Ende des Rennens versuchte Kovalainen, Trulli zu überholen, kam aber neben die Strecke, als Trulli seine Position verteidigte.
Massa spulte die Runden bis zum Ziel ungefährdet ab und nahm den geerbten Sieg dankend an. Er gewann vor Räikkönen und Trulli. Die restlichen Punkteplatzierungen belegten Kovalainen, Kubica, Webber, Piquet jr. und Alonso. Die schnellste Runde des Rennens fuhr erneut Räikkönen in 1:16,630 Minuten.
Für Massa war es der achte Sieg in der Formel-1-Weltmeisterschaft und der zweite in dieser Saison. Mit zwei Punkten Vorsprung übernahm er in der Fahrerwertung die Führung vor Kubica.

## Meldeliste
| Team                      | Nr. | Fahrer               | Chassis           | Motor                | Reifen |
| ------------------------- | --- | -------------------- | ----------------- | -------------------- | ------ |
| Scuderia Ferrari Marlboro | 01  | Kimi Räikkönen       | Ferrari F2008     | Ferrari 2.4 V8       | B      |
| Scuderia Ferrari Marlboro | 02  | Felipe Massa         | Ferrari F2008     | Ferrari 2.4 V8       | B      |
| BMW Sauber F1 Team        | 03  | Nick Heidfeld        | BMW Sauber F1.08  | BMW 2.4 V8           | B      |
| BMW Sauber F1 Team        | 04  | Robert Kubica        | BMW Sauber F1.08  | BMW 2.4 V8           | B      |
| ING Renault F1 Team       | 05  | Fernando Alonso      | Renault R28       | Renault 2.4 V8       | B      |
| ING Renault F1 Team       | 06  | Nelson Piquet jr.    | Renault R28       | Renault 2.4 V8       | B      |
| AT&T Williams             | 07  | Nico Rosberg         | Williams FW30     | Toyota 2.4 V8        | B      |
| AT&T Williams             | 08  | Kazuki Nakajima      | Williams FW30     | Toyota 2.4 V8        | B      |
| Red Bull Racing           | 09  | ! David Coulthard    | Red Bull RB4      | Renault 2.4 V8       | B      |
| Red Bull Racing           | 10  | Mark Webber          | Red Bull RB4      | Renault 2.4 V8       | B      |
| Panasonic Toyota Racing   | 11  | Jarno Trulli         | Toyota TF108      | Toyota 2.4 V8        | B      |
| Panasonic Toyota Racing   | 12  | Timo Glock           | Toyota TF108      | Toyota 2.4 V8        | B      |
| Scuderia Toro Rosso       | 14  | Sébastien Bourdais   | Toro Rosso STR3   | Ferrari 2.4 V8       | B      |
| Scuderia Toro Rosso       | 15  | Sebastian Vettel     | Toro Rosso STR3   | Ferrari 2.4 V8       | B      |
| Honda Racing F1 Team      | 16  | Jenson Button        | Honda RA108       | Honda 2.4 V8         | B      |
| Honda Racing F1 Team      | 17  | Rubens Barrichello   | Honda RA108       | Honda 2.4 V8         | B      |
| Force India F1 Team       | 20  | Adrian Sutil         | Force India VJM01 | Ferrari 2.4 V8       | B      |
| Force India F1 Team       | 21  | Giancarlo Fisichella | Force India VJM01 | Ferrari 2.4 V8       | B      |
| Vodafone McLaren Mercedes | 22  | Lewis Hamilton       | McLaren MP4-23    | Mercedes-Benz 2.4 V8 | B      |
| Vodafone McLaren Mercedes | 23  | Heikki Kovalainen    | McLaren MP4-23    | Mercedes-Benz 2.4 V8 | B      |

Anmerkungen
1. ↑  McLaren-Mercedes fiel aufgrund einer Strafe infolge der Spionage-Affäre automatisch auf die letzte Position in der Teamrangliste

## Klassifikationen

### Qualifying
| Pos. | Fahrer               | Konstrukteur        | Q1       | Q2       | Q3       | Start |
| ---- | -------------------- | ------------------- | -------- | -------- | -------- | ----- |
| 01   | Kimi Räikkönen       | Ferrari             | 1:15,133 | 1:15,161 | 1:16,449 | 01    |
| 02   | Felipe Massa         | Ferrari             | 1:15,024 | 1:15,041 | 1:16,490 | 02    |
| 03   | Lewis Hamilton       | McLaren-Mercedes    | 1:15,634 | 1:15,293 | 1:16,693 | 13    |
| 04   | Fernando Alonso      | Renault             | 1:15,754 | 1:15,483 | 1:16,840 | 03    |
| 05   | Jarno Trulli         | Toyota              | 1:15,521 | 1:15,362 | 1:16,920 | 04    |
| 06   | Heikki Kovalainen    | McLaren-Mercedes    | 1:15,965 | 1:15,639 | 1:16,944 | 10    |
| 07   | Robert Kubica        | BMW Sauber          | 1:15,687 | 1:15,723 | 1:17,037 | 05    |
| 08   | Mark Webber          | Red Bull-Renault    | 1:16,020 | 1:15,488 | 1:17,233 | 06    |
| 09   | David Coulthard      | Red Bull-Renault    | 1:15,802 | 1:15,654 | 1:17,426 | 07    |
| 10   | Timo Glock           | Toyota              | 1:15,727 | 1:15,558 | 1:17,596 | 08    |
| 11   | Nelson Piquet jr.    | Renault             | 1:15,848 | 1:15,770 | ‒        | 09    |
| 12   | Nick Heidfeld        | BMW Sauber          | 1:16,006 | 1:15,786 | ‒        | 11    |
| 13   | Sebastian Vettel     | Toro Rosso-Ferrari  | 1:15,918 | 1:15,816 | ‒        | 12    |
| 14   | Sébastien Bourdais   | Toro Rosso-Ferrari  | 1:16,072 | 1:16,045 | ‒        | 14    |
| 15   | Nico Rosberg         | Williams-Toyota     | 1:16,085 | 1:16,235 | ‒        | 19    |
| 16   | Kazuki Nakajima      | Williams-Toyota     | 1:16,243 | ‒        | ‒        | 15    |
| 17   | Jenson Button        | Honda               | 1:16,306 | ‒        | ‒        | 16    |
| 18   | Rubens Barrichello   | Honda               | 1:16,330 | ‒        | ‒        | 20    |
| 19   | Giancarlo Fisichella | Force India-Ferrari | 1:16,971 | ‒        | ‒        | 17    |
| 20   | Adrian Sutil         | Force India-Ferrari | 1:17,053 | ‒        | ‒        | 18    |

Anmerkungen
1. ↑  Hamilton wurde wegen seines Boxenstopunfalls in Kanada um zehn Positionen strafversetzt.
2. ↑  Kovalainen wurde aufgrund eines Getriebewechsels um fünf Positionen strafversetzt.
3. ↑  Rosberg wurde aufgrund eines Motorenwechsels um zehn Positionen strafversetzt.
4. ↑  Barrichello wurde wegen eines Getriebewechsels um fünf Positionen strafversetzt.

### Rennen
| Pos. | Fahrer               | Konstrukteur        | Runden | Stopps | Zeit        | Start | Schnellste Runde |
| ---- | -------------------- | ------------------- | ------ | ------ | ----------- | ----- | ---------------- |
| 01   | Felipe Massa         | Ferrari             | 70     | 2      | 1:31:50,245 | 02    | 1:16,729 (20.)   |
| 02   | Kimi Räikkönen       | Ferrari             | 70     | 2      | + 17,984    | 01    | 1:16,630 (16.)   |
| 03   | Jarno Trulli         | Toyota              | 70     | 2      | + 28,250    | 04    | 1:17,567 (12.)   |
| 04   | Heikki Kovalainen    | McLaren-Mercedes    | 70     | 2      | + 28,929    | 10    | 1:17,134 (46.)   |
| 05   | Robert Kubica        | BMW Sauber          | 70     | 2      | + 30,512    | 05    | 1:17,172 (16.)   |
| 06   | Mark Webber          | Red Bull-Renault    | 70     | 2      | + 40,304    | 06    | 1:17,507 (22.)   |
| 07   | Nelson Piquet jr.    | Renault             | 70     | 2      | + 41,033    | 09    | 1:17,758 (24.)   |
| 08   | Fernando Alonso      | Renault             | 70     | 2      | + 43,372    | 03    | 1:17,641 (39.)   |
| 09   | David Coulthard      | Red Bull-Renault    | 70     | 2      | + 51,072    | 07    | 1:17,818 (23.)   |
| 10   | Lewis Hamilton       | McLaren-Mercedes    | 70     | 3      | + 54,521    | 13    | 1:17,453 (40.)   |
| 11   | Timo Glock           | Toyota              | 70     | 2      | + 57,738    | 08    | 1:17,836 (45.)   |
| 12   | Sebastian Vettel     | Toro Rosso-Ferrari  | 70     | 2      | + 58,065    | 12    | 1:17,760 (36.)   |
| 13   | Nick Heidfeld        | BMW Sauber          | 70     | 2      | + 1:02,079  | 11    | 1:17,716 (46.)   |
| 14   | Rubens Barrichello   | Honda               | 69     | 2      | + 1 Runde   | 20    | 1:17,969 (54.)   |
| 15   | Kazuki Nakajima      | Williams-Toyota     | 69     | 2      | + 1 Runde   | 15    | 1:18,054 (60.)   |
| 16   | Nico Rosberg         | Williams-Toyota     | 69     | 1      | + 1 Runde   | 19    | 1:18,311 (38.)   |
| 17   | Sébastien Bourdais   | Toro Rosso-Ferrari  | 69     | 2      | + 1 Runde   | 14    | 1:18,216 (28.)   |
| 18   | Giancarlo Fisichella | Force India-Ferrari | 69     | 2      | + 1 Runde   | 17    | 1:18,557 (53,)   |
| 19   | Adrian Sutil         | Force India-Ferrari | 69     | 2      | + 1 Runde   | 18    | 1:18,462 (41.)   |
| ‒    | Jenson Button        | Honda               | 16     | 1      | DNF         | 16    | 1:20,876 (15.)   |

## WM-Stände nach dem Rennen
Die ersten acht des Rennens bekamen 10, 8, 6, 5, 4, 3, 2 bzw. 1 Punkt(e).

### Fahrerwertung
| Pos. | Fahrer            | Konstrukteur     | Punkte |
| ---- | ----------------- | ---------------- | ------ |
| 01   | Felipe Massa      | Ferrari          | 48     |
| 02   | Robert Kubica     | BMW Sauber       | 46     |
| 03   | Kimi Räikkönen    | Ferrari          | 43     |
| 04   | Lewis Hamilton    | McLaren-Mercedes | 38     |
| 05   | Nick Heidfeld     | BMW Sauber       | 28     |
| 06   | Heikki Kovalainen | McLaren-Mercedes | 20     |
| 07   | Jarno Trulli      | Toyota           | 18     |
| 08   | Mark Webber       | Red Bull-Renault | 18     |
| 09   | Fernando Alonso   | Renault          | 10     |
| 10   | Nico Rosberg      | Williams-Toyota  | 8      |
| 11   | Kazuki Nakajima   | Williams-Toyota  | 7      |

| Pos. | Fahrer               | Konstrukteur        | Punkte |
| ---- | -------------------- | ------------------- | ------ |
| 12   | David Coulthard      | Red Bull-Renault    | 6      |
| 13   | Timo Glock           | Toyota              | 5      |
| 14   | Sebastian Vettel     | Toro Rosso-Ferrari  | 5      |
| 15   | Rubens Barrichello   | Honda               | 5      |
| 16   | Jenson Button        | Honda               | 3      |
| 17   | Nelson Piquet jr.    | Renault             | 2      |
| 18   | Sébastien Bourdais   | Toro Rosso-Ferrari  | 2      |
| 19   | Giancarlo Fisichella | Force India-Ferrari | 0      |
| 20   | Takuma Satō          | Super Aguri-Honda   | 0      |
| 21   | Anthony Davidson     | Super Aguri-Honda   | 0      |
| 22   | Adrian Sutil         | Force India-Ferrari | 0      |

### Konstrukteurswertung
| Pos. | Konstrukteur     | Punkte |
| ---- | ---------------- | ------ |
| 01   | Ferrari          | 91     |
| 02   | BMW Sauber       | 74     |
| 03   | McLaren-Mercedes | 58     |
| 04   | Red Bull-Renault | 24     |
| 05   | Toyota           | 23     |
| 06   | Williams-Toyota  | 15     |

| Pos. | Konstrukteur        | Punkte |
| ---- | ------------------- | ------ |
| 07   | Renault             | 12     |
| 08   | Honda               | 8      |
| 09   | Toro Rosso-Ferrari  | 7      |
| 10   | Force India-Ferrari | 0      |
| 11   | Super Aguri-Honda   | 0      |